# Jochen Cornelius-Bundschuh
Jochen Cornelius-Bundschuh (* 30. Juli 1957 in Fulda) ist ein deutscher evangelischer Theologe und ehemaliger Landesbischof der Evangelischen Landeskirche in Baden.

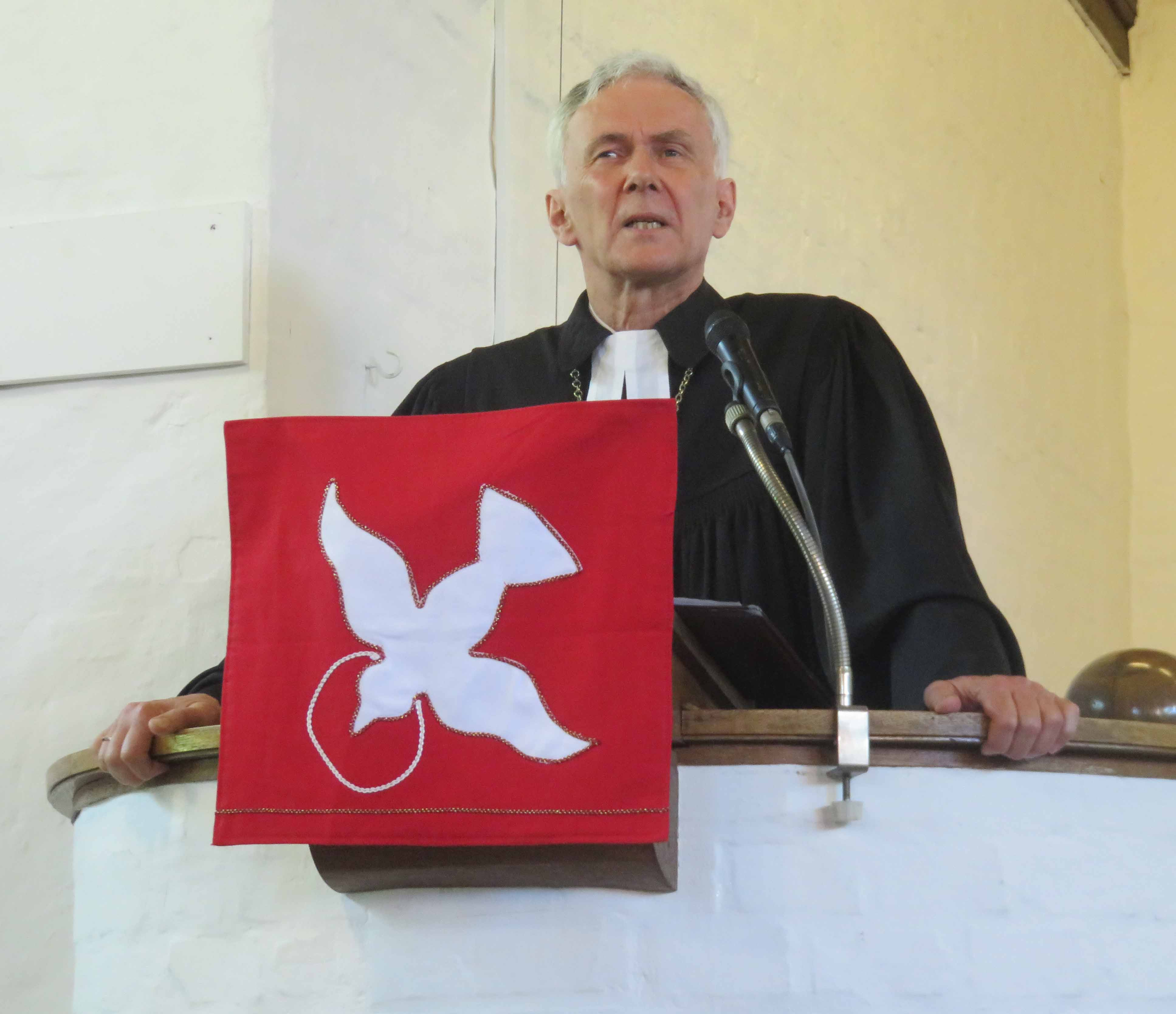
Jochen Cornelius-Bundschuh (2019)

## Leben
Jochen Cornelius-Bundschuh wuchs in einem Fuldaer Neubaugebiet auf, sein Vater war Lehrer an einer Berufsschule, seine Mutter Hausfrau. Er legte sein Abitur 1976 in seiner Geburtsstadt ab und studierte als Stipendiat der Studienstiftung des deutschen Volkes an den theologischen Fakultäten in Göttingen, Tübingen und Edinburgh. 1988 wurde er zum Pfarrer in der Evangelischen Kirche von Kurhessen-Waldeck ordiniert und mit Untersuchungen zur Liturgik zwischen Tradition und Erneuerung promoviert. In den pfarramtlichen Dienst trat Cornelius-Bundschuh 1995 nach seiner Zeit als wissenschaftlicher Assistent in der Praktischen Theologie in Göttingen ein und betreute die Gemeinde in Fuldabrück seelsorgerlich. 2000 wurde er in Göttingen mit der Arbeit Kirche des Wortes – Homiletisch interessierte Beiträge zu Predigt und Gemeinde habilitiert und 2008 zum außerplanmäßigen Professor in Göttingen ernannt, seit 2010 lehrt er als außerplanmäßiger Professor in Heidelberg.
2001 übernahm er die Leitung des Predigerseminars der Kirche von Kurhessen-Waldeck in Hofgeismar, ab 2009 war er Leiter der Abteilung Theologische Ausbildung und des Prüfungsamtes im Evangelischen Oberkirchenrat der Badischen Landeskirche. Im Juli 2013 wurde Cornelius-Bundschuh von der Landessynode in Bad Herrenalb für zwölf Jahre zum Landesbischof der Evangelischen Landeskirche in Baden gewählt. Er setzte sich dabei gegen Heinz-Martin Döpp und Kerstin Gäfgen-Track durch. Am 1. Juni 2014 trat er die Nachfolge von Ulrich Fischer an, die er im Frühjahr 2022 beendete.
Cornelius-Bundschuh ist Mitherausgeber der Reihe Mit der Bibel durchs Jahr, war während seiner Amtszeit als Landesbischof Vorsitzender des Ausschusses Entwicklungsdienst und Humanitäre Hilfe, der in der EKD die Arbeit von Brot für die Welt begleitet, und Vorsitzender im Studienzentrums der EKD für Genderfragen in Theologie und Kirche. Er gehörte zum Beauftragtenrat der EKD zum Schutz vor sexualisierter Gewalt.
Seit Oktober 2022 ist er im Vorstand der Stiftung Adam von Trott, Imshausen e. V. und seit September 2024 Vorsitzender der Arbeitsgemeinschaft Dienst für den Frieden (AGDF).

## Privates
Jochen Cornelius-Bundschuh ist mit einer Pfarrerin verheiratet und hat drei Kinder.

## Auszeichnungen
- 2021: Verdienstorden des Landes Baden-Württemberg[5]

## Veröffentlichungen
Sozialethische Perspektiven
- Reformation and the Power of Religion in Modern Society. In: The Near East School of Theology. Theological Review 38/1, 2017, S. 4–19.
- Friedenszeugnis. In: Gabriele Hartlieb (Hrsg.): Eine Frau mit Zivilcourage und Zuversicht. (Festschrift Margot Käßmann), Hamburg 2018.
- mit Toni Kaatz-Dubberke: Weniger Rauschen, mehr Mut zum Handeln. In: Marion A. Weissenberger-Eibl (Hrsg.): Zukunftsnavigator Deutschland. Individuelle und Organisationale Zukunftsfähigkeit. Berlin 2022, S. 243–266.
- The Military Defense System and the Public Soul in Germany: A Protestant Perspective, in: Stephen Pickard, Michael Welker, John Witte (Eds.), The Impact of the Military on Character Formation, Ethical Education, and the Communication of Values in Late Modern Pluralistic Societies, Leipzig 2022, 27–38.
- Was dem Frieden dient oder: Wie der Glaube in Kriegszeiten handlungsfähig macht! In: Deutsches Pfarrerinnen- und Pfarrerblatt 12, 2022, 744–748.
- Perspektiven einer zivilen Sicherheitspolitik – 7 Thesen für den weiteren Dialog, in: Harmsen u. a., Weltinnenpolitik und internationale Polizei, Göttingen 2023, 205–209.
- Der Frieden und die Neutralität. Impulse zur Friedensethik, in: Hans Strub (Hg.), Ein Credo für die Zukunft. Perspektiven und Visionen in einer visionslosen Zeit, Boldern 2023, 28–34.
- „Ich bereite bei ihr Frieden aus wie einen Strom …“ (Jes. 66,12). Gottes Friedensbewegung und unsere Friedensschritte, in: Der Friede Gottes, der höher ist als alle Vernunft. Biblische Grundlagen, hg. von Klara Butting und Gerard Minnaard, Uelzen 2024, 47–62.
- Richte unsere Füße auf den Weg des Friedens. Theologische Fragestellungen und aktuelle Horizonte zur kirchlichen Friedensarbeit, in: EvTh 84, 2024, 114–127.
- Die Kraft des Glaubens und die Erschöpfung der Macht, in: Andreas Schüle (Hrsg.), Jesus Christus: Gottes Macht und Gottes Verwundbarkeit, Leipzig 2024, 13–32.

Praktische Theologie
- „Brücken bauen“ – Kritische Anmerkungen zu einem Kommunikationsmodell für evangelische Kirchenkreise. In: EvTh 55, 1995, S. 373–391.
- Hrsg. mit C. Bizer und H.-M. Gutmann: Theologisches geschenkt. (Festschrift für Manfred Josuttis) Bovenden 1996.
- „Ihr seid meine Freunde!“ – Glaube ohne Autorität und Hierarchie. In: Gruppe 153: Gott als Freund? Wesel 2000, S. 39–60.
- Das Evangelium kommunalisieren. Was Glauben und Kirche stärkt. In: Volker Mantey und andere (Hrsg.): Menschen gewinnen. Leipzig 2013, S. 133–151.

Gottesdienst und Predigt
- Liturgik zwischen Tradition und Erneuerung. Probleme protestantischer Liturgiewissenschaft in der ersten Hälfte des 20. Jahrhunderts dargestellt am Werk von Paul Graff. (VEGL 23), Göttingen 1991.
- Gottesdienstliches Leben im Konsistorialbezirk Hannover zur Zeit F.A.L. Hellners. In: Ev. luth. Landeskirche Hannovers, Amt für Bau- und Kunstpflege: Friedrich August Ludwig Hellner 1791–1862. Hannover 1991, S. 39–47.
- Kultus und Ehrfurcht: Paul Graffs Liturgik und der Kult des Nationalsozialismus. In: K. Raschzok (Hrsg.): Zwischen Volk und Bekenntnis. Praktische Theologie im Dritten Reich. Leipzig 2000, S. 111–126.
- Die Kirche des Wortes: zum evangelischen Predigt- und Gemeindeverständnis. (APT 39), Göttingen 2001.
- Eine Rede, nichts weiter! Walter Jens und die Predigt. In: U. Hahn (Hrsg.): Das kleine ABC des Predigthörens. Was eine gute Predigt auszeichnet. Rheinbach 2003, S. 23–38.
- Differenzierung und Konzentration. Überlegungen zur Bedeutung des Gottesdienstes für die Einheit des Protestantismus. In: Leben aus der Wahrheit. Biographische Zugänge zur Praktischen Theologie (= Pastoraltheologische Informationen 26-2) Bonn 2006, S. 161–174.
- Predigt: Bedeutung, Vorbereitung, Gestaltung und Wirkung. In: J. Hermelink, T. Latzel (Hrsg.): Kirche empirisch. Ein Werkbuch. Gütersloh 2008, S. 199–218.
- „Dem Gottesdienst ist nichts vorzuziehen“ – Vielfältiges gottesdienstliches Handeln als Schwerpunkt pfarramtlicher Praxis. In: D. Becker, K.-W. Dahm, F. Erichsen-Wendt (Hrsg.): Arbeitszeiten im heutigen Pfarrberuf. Empirische Ergebnisse und Analysen zur Gestaltung pastoraler Arbeit. Frankfurt 2009, S. 109–156.
- Wann ist eine Predigt gut? Überlegungen zur Qualität von Verkündigung. In: PrTh 46 (2011), S. 39–52.
- (mit Jan Hermelink): Nicht durch Gewalt, sondern durch das Wort. Die Predigt und die Gestalt der Kirche. Leipzig 2011.
- Verstehen oder Erleben. Predigt als Offenbarung? Überlegungen zu einer homiletischen Hermeneutik. In: Christof Landmesser, Andreas Klein (Hrsg.): Offenbarung – verstehen oder erleben? Hermeneutische Theologie in der Diskussion. Neukirchen-Vluyn 2012, S. 77–96.

Kirchenraum
- Die Notkirchen und die versöhnende Kraft der Ökumene. Otto Bartnings Notkirchen als Grundmodell des evangelischen Kirchenbaus. In: Heike Springhart, Jeff Klotz: Wunder aus Wunden. Die Notkirchen als Räume der Versöhnung. Karlsruhe 2022, S. 11–21.

Theologische Aus- und Fortbildung
- mit Peter Scherle: Die zweite Theologische Ausbildung im Horizont der Bildung für den Pfarrdienst. In: PTh 97, 2008, S. 420–436.
- Der Bedeutungswandel christlicher Religion in der Gesellschaft: Herausforderungen für die Ausbildung von Pfarrerinnen und Pfarrern. In: Mareille Lasogga und andere: Der Bedeutungswandel christlicher Religion in der Gesellschaft. Herausforderungen für Theologie und Kirche. Hannover 2011, S. 37–54.
- Ungleiche Geschwister. Warum die evangelische Kirche die wissenschaftliche Theologie an der Universität braucht. In: Bernd Schröder (Hrsg.): Pfarrer oder Pfarrerin werden und sein. Herausforderungen für Beruf und theologische Bildung in Studium, Vikariat und Fortbildung. Leipzig 2020, S. 55–62.

Diverses zu Kirche und Gesellschaft
- Die Wirklichkeit der Weltgesellschaft. In: Michael Welker (Hrsg.): Theologie und funktionale Systemtheorie. Luhmanns Religionssoziologie in theologischer Diskussion. Frankfurt am Main 1985, S. 57–75.
- Als Mitherausgeber: Dem Glauben ein Gedächtnis geben, Lebensbilder aus der Kirchengeschichte Kurhessen-Waldecks. Kassel 2007.